# Kellerhof (Kempten)

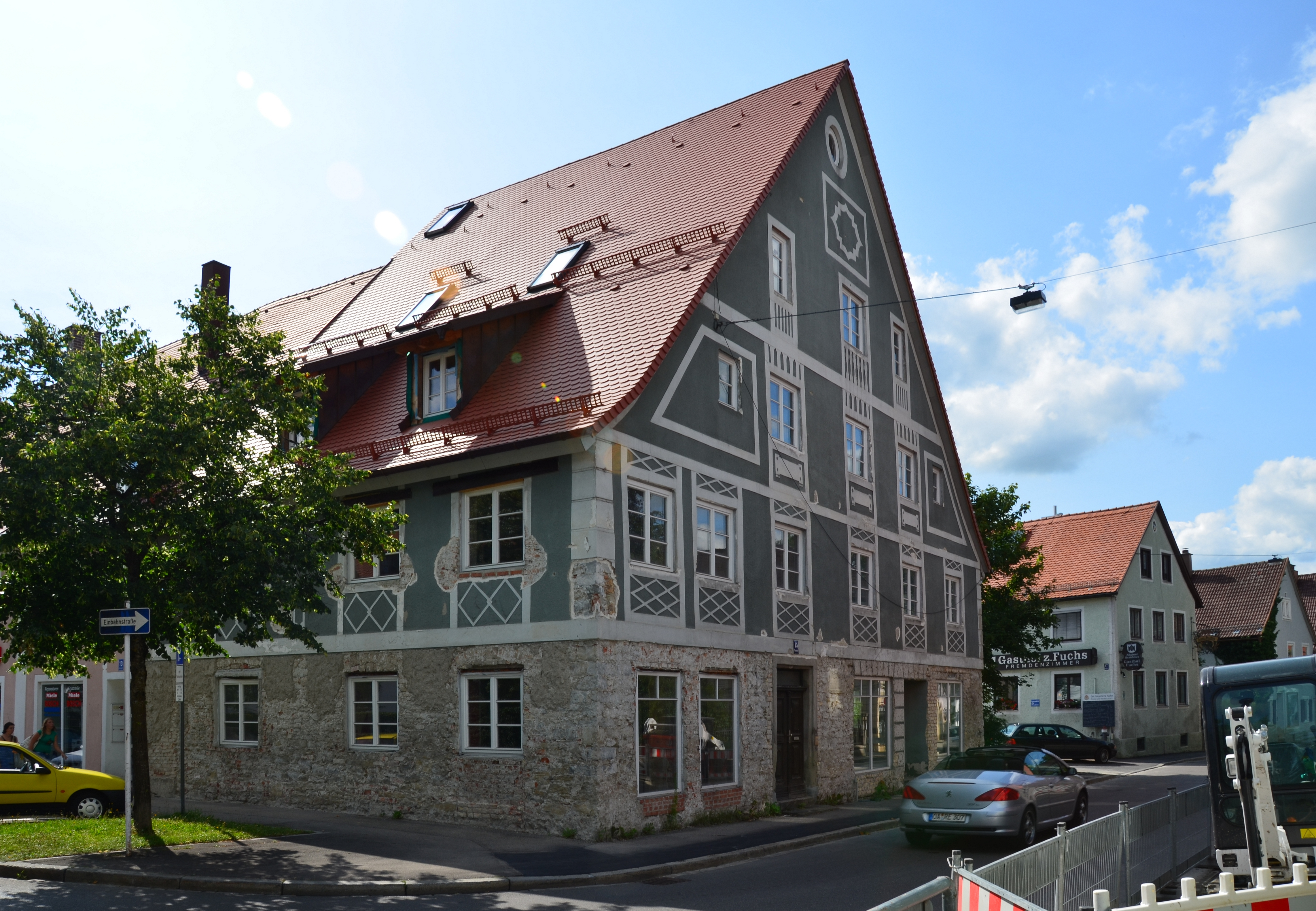
Das denkmalgeschützte Haus namens Kellerhof in Kempten (2012)

Der Kellerhof an der Memminger Straße ist ein denkmalgeschütztes Bauwerk in Kempten (Allgäu). Das Bauwerk befindet sich in der Stiftsstadt Kemptens. Der Bau des Bauwerkes hat im Jahr 1654 begonnen. Das zweigeschossige Satteldachhaus trägt eine markant gegliederte Fassade aus dem 18. Jahrhundert. Über dem Erdgeschoss ist eine klassizistisch genutete Putzgliederung erkennbar: Lisenen, unter den Fenstern sind Rauten mit Andreaskreuzen erkennbar. Auf einer Seite der Dachtraufe sind Kreise unter Fenstern.

## Geschichte
Das Bauwerk war ursprünglich das Quartier des stiftischen Feldbaumeisters. Ab 1814 gehörte das Eckhaus dem Buchhalter Heinrich Schreiber. 1847 gingen die Eigentumsrechte an die Margaretha- und Josephinenstiftung über. Ab 1855 war eine Bank und 1928 eine Drogerie in der ehemaligen Kellerei. Während der 1980er Jahre hatte dort der Berufsverband Bildender Künstler und die Pfadfinder von St. Lorenz dort seinen Sitz. Die Stiftung veräußerte 1998 das Gebäude letztendlich an einen Bauunternehmer. Nach dessen Tod verfiel das Gebäude langsam. 2009 fing man mit der im Jahr 2010 wieder abgebrochenen Sanierung des Gebäudes an. 2012 kam es zu einer Zwangsversteigerung des Bauwerkes. Der Startpreis lag bei 335.000 Euro.